# 손발톱
손발톱은 손가락과 발가락에 각각 달려 있는 반투명한 케라틴 재질이다. 문화어에서는 손발톱을 통틀어 간단히 톱으로 부른다. 단단한 재질로 되어 있으며 손가락이나 발가락을 보호하는 기능을 가진다. 특별한 생해나 장애가 없는 한 계속 자라며 영양 공급에 따라 그 표면이 울퉁불퉁해지기도 한다. 손발톱 밑의 피부에 멍이 들면, 애초에 멍은 시간이 지나며 사라지지만 손발톱이 자라면서 멍도 함께 밀려나며 사라진다. 매니큐어나 색소를 발라 색을 입히기도 한다. 손톱을 꾸미는 네일아트도 있다.
또한 손톱반달은 확실하게 나와있는 사람이 있지만 그 길이가 짧거나 없는 사람도 있다. 그렇다고 문제가 되거나 병은 아니다. 여기서부터 손톱이 자라난다.

## 구성
손톱은 기본적으로 다음과 같이 나뉜다.
- 조갑(爪甲, 조판(爪板), 손톱판)
- 조구(爪溝, 조곽(爪郭) )

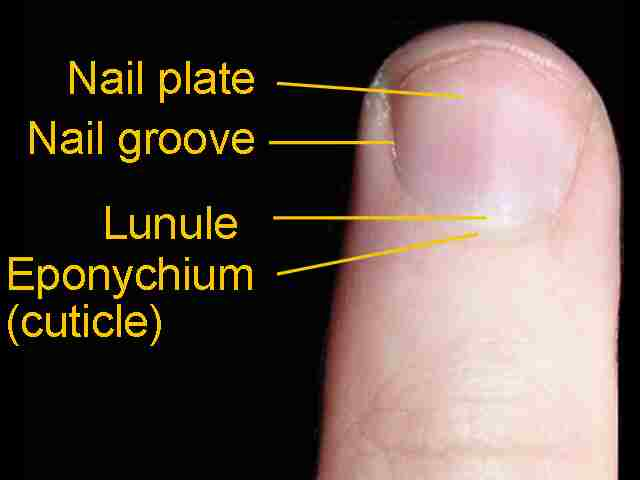
손톱의 구성

- 조반월(爪半月, 조근(爪根), 조모(爪母), 속손톱, 손톱반달)
- 조상피(爪上皮, 상조피(上爪皮), 각피(角皮) )

## 생장
손발톱은 다른 계절에 비해 상대적으로 밤보다 낮에,어린이보다 어른이, 겨울보다 여름에 더 빨리 자란다. 일반적인 믿음과는 달리 손발톱은 사망한 이후에는 자라지 않는다. 살갗이 탈수되어 팽팽하게 되면서 손발톱과 머리카락이 자라나게 된다.

## 사진첩

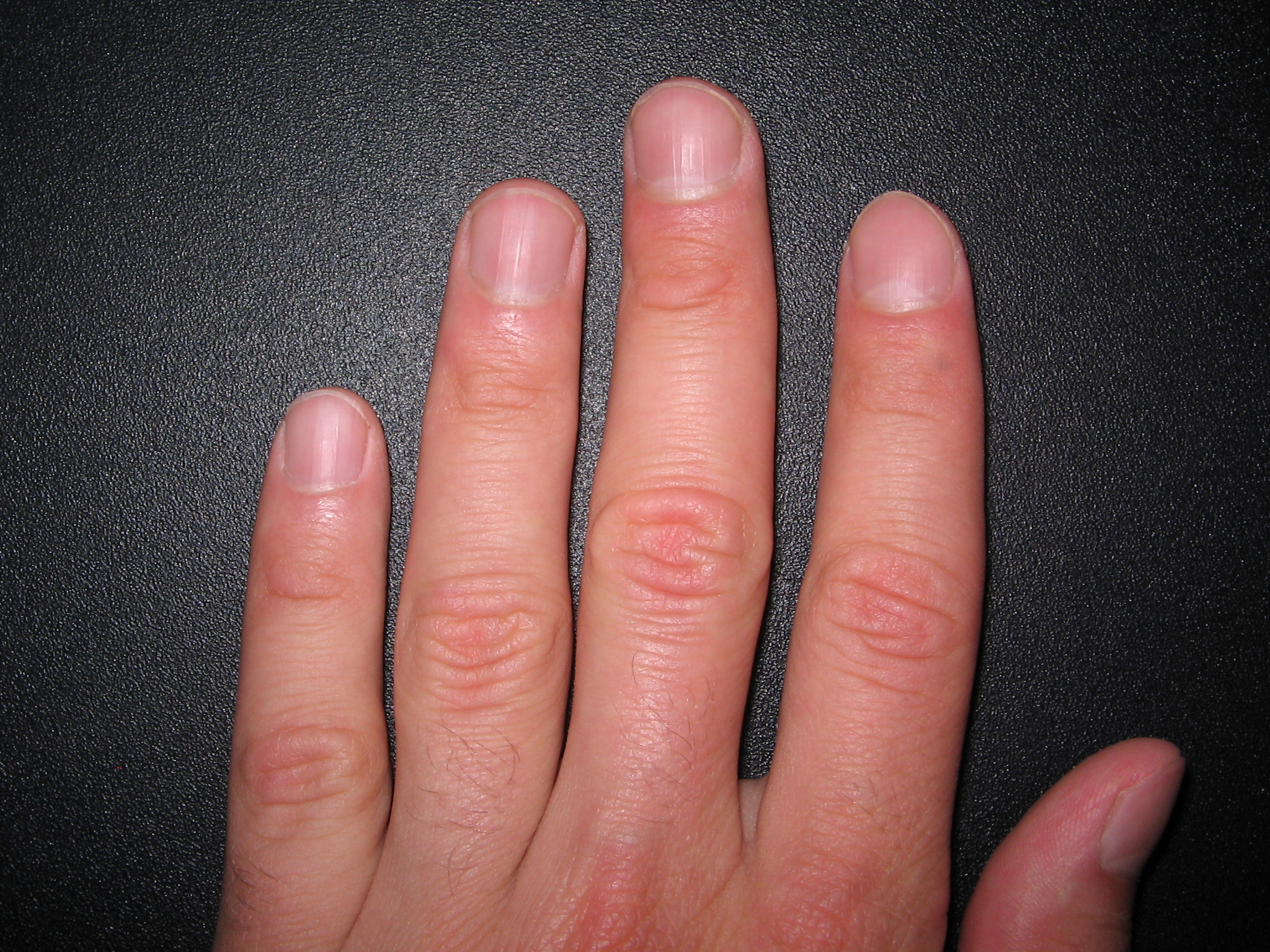
손톱
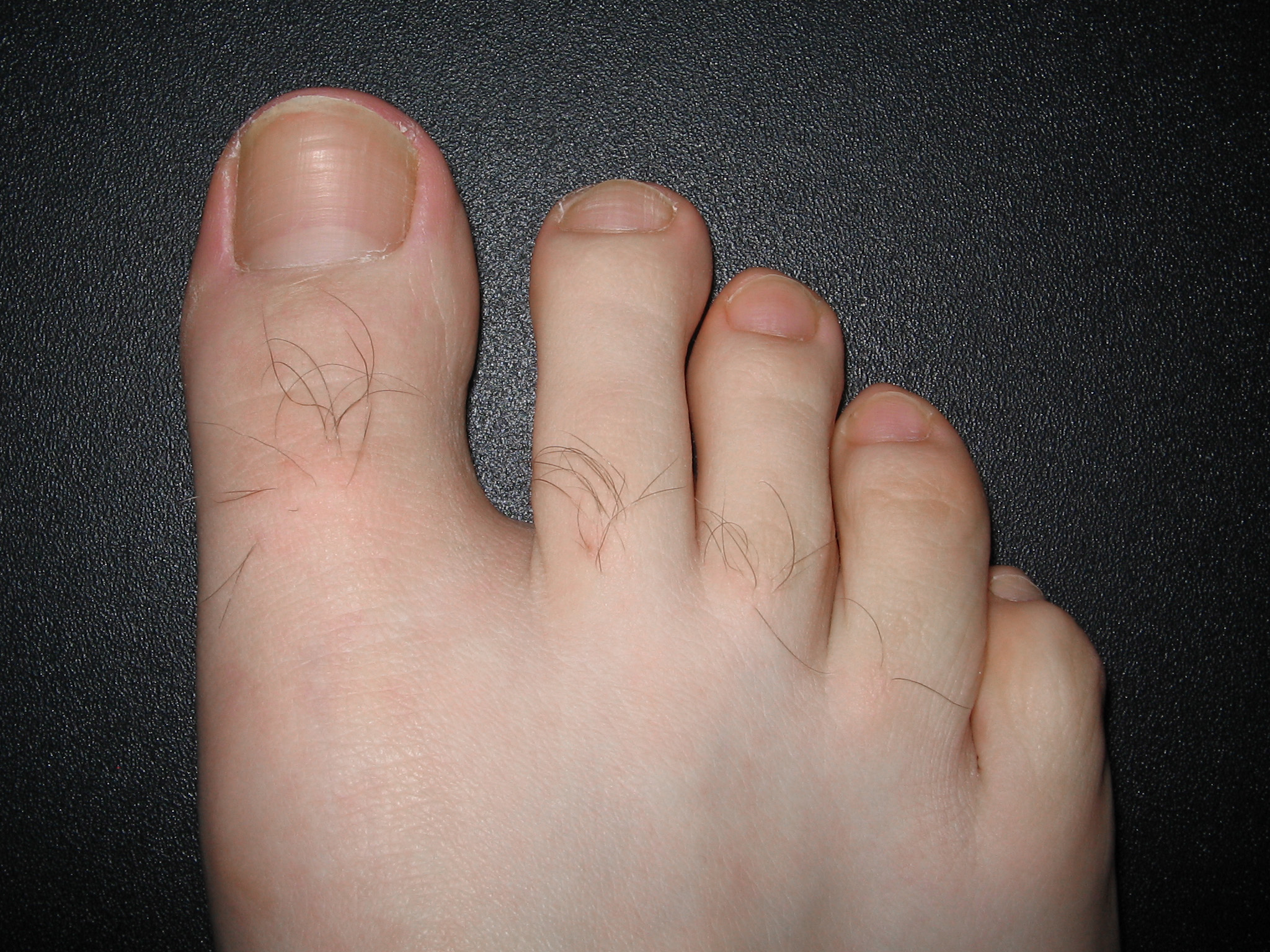
발톱

## 전설
- 한국에서는 사람이 깎은 손톱을 쥐가 먹으면 손톱을 깎은 그사람으로 변한다는 전설이 있다.[4]

## 같이 보기
- 손톱깎이
- 거스러미